# Chickamauga
Chickamauga, ime za jednu ratobornu skupinu Cherokee Indijanaca koja se nakon revolucije povukla na jug na rijeku Tennessee, i utemeljila nova naselja na Chickamauga Creeku, u blizini današnje Chattanooge. Pod ovim imenom ubrzo su postali poznati po svojoj beskompromisnosrti i neprijateljstvu prema Americi. 
Njihove gradove 1782. uništili su Sevier i Campbell, pa se povlače dalje niz rijeku i osnivaju gradove poznte kao 'five lower towns, to su Running Water, Nickajack, Long Island, Crow Town i Lookout Mountain Town. Ovdje također nastavljaju s napadima na tenesijska naselja i pomažu Creekima i Shawneejima, sve do 1794. kada su njihovi gradovi opet uništeni.
Chickamauga ratovi trajali su sve od 1776 do 1794. Njihovi potomci i danas žive u nekoliko država pod ovim ili sličnim nazivima.